# NGC 3789
NGC 3789 (również PGC 36036) – galaktyka spiralna (S0-a), znajdująca się w gwiazdozbiorze Pucharu. Odkrył ją w 1886 roku Francis Leavenworth. W bazie SIMBAD jako NGC 3789 skatalogowano galaktykę PGC 156869 (LEDA 156869).